# Московское общество детских врачей
Московское общество детских врачей — первое в России общество детских врачей, основанное в 1892 году при медицинском факультете Московского университета.

## Создание общества
Основателем и первым председателем общества был профессор Н. Ф. Филатов. Общество возникло путём преобразования кружка детских врачей.
После ухода Н. А. Тольского с поста председателя физико-медицинского общества московские врачи-педиатры стали собираться отдельно и в сентябре 1887 года Н. Ф. Филатовым был создан кружок из 17 человек, периодически устраивавший собрания для научных бесед по своей специальности, сначала на квартире Н. С. Корсакова, а затем в городском клубе врачей на Большой Дмитровке. Через 5 лет он был реорганизован в общество детских врачей.
Согласно уставу заседания общества проходили один раз в месяц. Ассистенты и ординаторы детской клиники выступали с докладами о проводившихся в клинике наблюдениях и отдельных интересных случаях. Общество выпускало свои труды издававшиеся на средства Филатова.
Позже научные общества детских врачей возникли и в других городах России (в 1900 — в Киеве, в 1912 — в Казани).
В течение 10 лет до конца своей жизни Филатов являлся председателем этого общества. После его кончины в феврале 1902 года общество открыло приём пожертвований для составления капитала, на проценты с которого при обществе была учреждена премия имени Н. Ф. Филатова за лучшее сочинение по педиатрии.
После Филатова председателем общества стал Л. П. Александров (1902—1908). С 1908 года московское общество детских врачей возглавлял А. А. Киссель (1908—1927). В 1927 году председателем общества стал В. И. Молчанов. В конце 1920-х годов общество прекратило своё существование, влившись в состав созданного в 1927 году Всесоюзного научного общества детских врачей.
В 1941—1945 годы председателем правления Всесоюзного научного общества детских врачей был В. И. Молчанов; с 1945 года — Г. Н. Сперанский, с 1950 — Ю. Ф. Домбровская. … С сентября 1976 года заседания Всесоюзного научного общества детских врачей проходили под председательством А. В. Мазурина; с начала 1980-х годов по 1990 год — председателем правления была Л. А. Исаева; с декабря 1991 года по 1999 год — Н. А. Тюрин. В настоящее время общество находится под совместным руководством профессоров Г. А. Лыскиной и Н. А. Коровиной.